# Draculoides gnophicola
Espèce
Synonymes
- Paradraculoides gnophicola Harvey, Berry, Edward & Humphreys, 2008

Draculoides gnophicola est une espèce de schizomides de la famille des Hubbardiidae.

## Distribution
Cette espèce est endémique du Pilbara en Australie-Occidentale,. Elle se rencontre à environ 22 kilomètres au sud-ouest de Pannawonica.

## Description
La femelle holotype mesure 5,55 mm.
Le mâle décrit par Abrams, Huey, Hillyer, Didham et Harvey en 2020 mesure 3,17 mm.

## Systématique et taxinomie
Cette espèce a été décrite sous le protonyme Paradraculoides gnophicola par Harvey, Berry, Edward et Humphreys en 2008. Elle est placée dans le genre Draculoides par Abrams, Huey, Hillyer, Humphreys, Didham et Harvey en 2019.

## Publication originale
- Harvey, Berry, Edward & Humphreys, 2008 : « Molecular and morphological systematics of hypogean schizomids (Schizomida: Hubbardiidae) in semiarid Australia. » Invertebrate Systematics, vol. 22, no 2, p. 167-194.